# Flandern Rundt 2009
Flandern rundt 2009 blev afholdt den 5. april 2009. Det var den 93. udgave af løbet.
I tillæg til de 18 Protour-hold, var også Landbouwkrediet-Colnago, Topsport Vlaanderen-Mercator, Barloworld, Cervélo TestTeam, Skil-Shimano, Vacansoleil Pro Cycling Team og Vorarlberg-Corratec til start ved løbet.
Stijn Devolder vandt som året før løbet efter et soloudbrud kort før mål.  

## Resultater
|    | Rytter                     | Hold                      | Tid        |
| -- | -------------------------- | ------------------------- | ---------- |
| 1  | Belgien Stijn Devolder     | Quick Step                | 6t 01' 04" |
| 2  | Tyskland Heinrich Haussler | Cervélo TestTeam          | + 59"      |
| 3  | Belgien Philippe Gilbert   | Silence-Lotto             | + 59"      |
| 4  | Italien Filippo Pozzato    | Katjusja                  | + 59"      |
| 5  | Holland Martijn Maaskant   | Garmin-Slipstream         | + 59"      |
| 6  | Danmark Matti Breschel     | Team Saxo Bank            | + 59"      |
| 7  | Tyskland Marcus Burghardt  | Columbia-Highroad         | + 59"      |
| 8  | Belgien Björn Leukemans    | Vacansoleil               | + 59"      |
| 9  | Schweiz Martin Elmiger     | AG2R - La Mondiale        | + 59"      |
| 10 | Belgien Bert De Waele      | Landbouwkrediet - Colnago | + 59"      |